# アッフィーレ
アッフィーレ（伊: Affile）は、イタリア共和国ラツィオ州ローマ県にある、人口約1,400人の基礎自治体（コムーネ）。

## 地理

### 位置・広がり
ローマ県東部のコムーネ。ローマから80キロメートルのところにある。 

#### 隣接コムーネ
隣接するコムーネは以下の通り。
- アルチナッツォ・ロマーノ
- ベッレグラ
- ロッカ・サント・ステーファノ
- ロイアーテ
- スビアーコ

### 気候分類・地震分類
アッフィーレにおけるイタリアの気候分類 (it) および度日は、zona E, 2535 GGである。
また、イタリアの地震リスク階級 (it) では、zona 2B (sismicità media) に分類される。

## 行政

### 山岳部共同体
広域行政組織である山岳部共同体「アニエーネ山岳部共同体」 (it:Comunità montana dell'Aniene) （事務所所在地: アーゴスタ）に属している。

## 人物

### ゆかりの人物
- ロドルフォ・グラツィアーニ - ファシスト政権で要職を占めた軍人・政治家。第二次世界大戦後の晩年は当地に暮らす。2012年に当地に記念碑が建てられた。